# Острый рассеянный энцефаломиелит
Острый рассеянный энцефаломиелит (сокр. ОРЭМ) (острый диссеминированный рассеянный энцефаломиелит, ОДЭМ) — острое однофазное демиелинизирующее заболевание нервной системы. Для ОРЭМ обязательно наличие общемозговых и очаговых симптомов.
В настоящее время выделяют также рецидивирующий ОРЭМ, который проявляется стереотипными, характерными для ОРЭМ эпизодами неврологического дефицита, и при этом нет признаков, характерных для РС (в частности, по МРТ — отсутствие т. н. «старых» очагов, неконтрастирующихся).

## Этиология
ОРЭМ может возникать после воздействия вирусных или бактериальных агентов:
1. Вирусы: энтеровирусы, вирус кори, эпидемического паротита[англ.], краснухи[англ.], ветряной оспы, вирус Эпштейна — Барр, цитомегаловирус, вирус простого герпеса первого типа, гепатита A, вирусы Коксаки и вирус Зика[2]; и др.
2. Бактерии: Borrelia burgdorferi[англ.][3]; и др.
3. Возможно спонтанное возникновение заболевания без предшествующей атаки инфекционного агента.

## Клинические проявления
В клинической картине ОДЭМ можно выявить несколько групп симптомов.
1. Очаговые симптомы могут быть представлены всем возможным разнообразием поражения участков головного мозга в различном сочетании друг с другом. Чаще всего это:
  - Пирамидный синдром — от появления пирамидных знаков до гемипарезов.
  - Мозжечковый синдром — от нистагма и минимальной интенции до грубой атаксии, туловищной атаксии.
  - Экстрапирамидный синдром — симптомы паркинсонизма, дистонические проявления.
  - Глазодвигательные нарушения — различной степени офтальмопарез.
2. Общемозговые симптомы. Без их наличия диагноз ОДЭМ ставится под вопрос, и более вероятен дебют рассеянного склероза. Нужно также понимать, что эти признаки должны появляться так же остро, как и остальные симптомы заболевания.
  - Эпиприступы.
  - Нарушение сознания.
  - Когнитивные нарушения.
3. Симптомы поражения периферической нервной системы — не характерны, но возможны. Полинейропатия — самое частое проявление.
4. Общеинфекционный синдром. Начало ОРЭМ может быть связано с предшествующей инфекцией или вакцинацией, но также может самостоятельно проявляться с повышением температуры, астенией.

## Диагностика
Диагноз ОРЭМ подтверждается:
1. МРТ головного мозга с контрастированием. Классическая МР-картина ОРЭМ легко узнаваема — большие, часто сливные очаги в разных участках головного мозга, все очаги контрастируются, что свидетельствует об остроте процесса.
2. Люмбальная пункция.

## Дифференциальный диагноз
Необходимо исключить энцефалиты инфекционного генеза, в том числе прогрессирующую мультифокальную лейкоэнцефалопатию.

## Лечение
1. Патогенетическое лечение:
  - Глюкокортикостероиды в высоких дозах (1000 мг, реже 2000 мг) коротким курсом 3-5-7 раз (пульс-терапия).
2. Симптоматическая терапия — для купирования отдельных симптомов заболевания, по необходимости:
  - Противоэпилептические препараты
  - Противоотечная терапия
  - НПВС для снижения температуры
  - другие.

## Исход и прогноз
1. Выздоровление с остаточной симптоматикой или без неё (чаще). Очаги по МРТ головного мозга могут сохраняться в течение всей жизни.
2. В будущем возможно возникновение эпизодов с другой картиной неврологического дефицита, а так же по МРТ, то есть переход в рассеянный склероз.
3. Возникновение повторных эпизодов неврологического дефицита с характерной картиной ОРЭМ (очаговая + общемозговая симптоматика), отсутствие «старых» очагов по МРТ — переход в Рецидивирующий ОРЭМ.

При своевременно начатом лечении смерть от ОРЭМ бывает очень редко, и наступает от отёка мозга.